# Altes Rathaus (Krumbach)

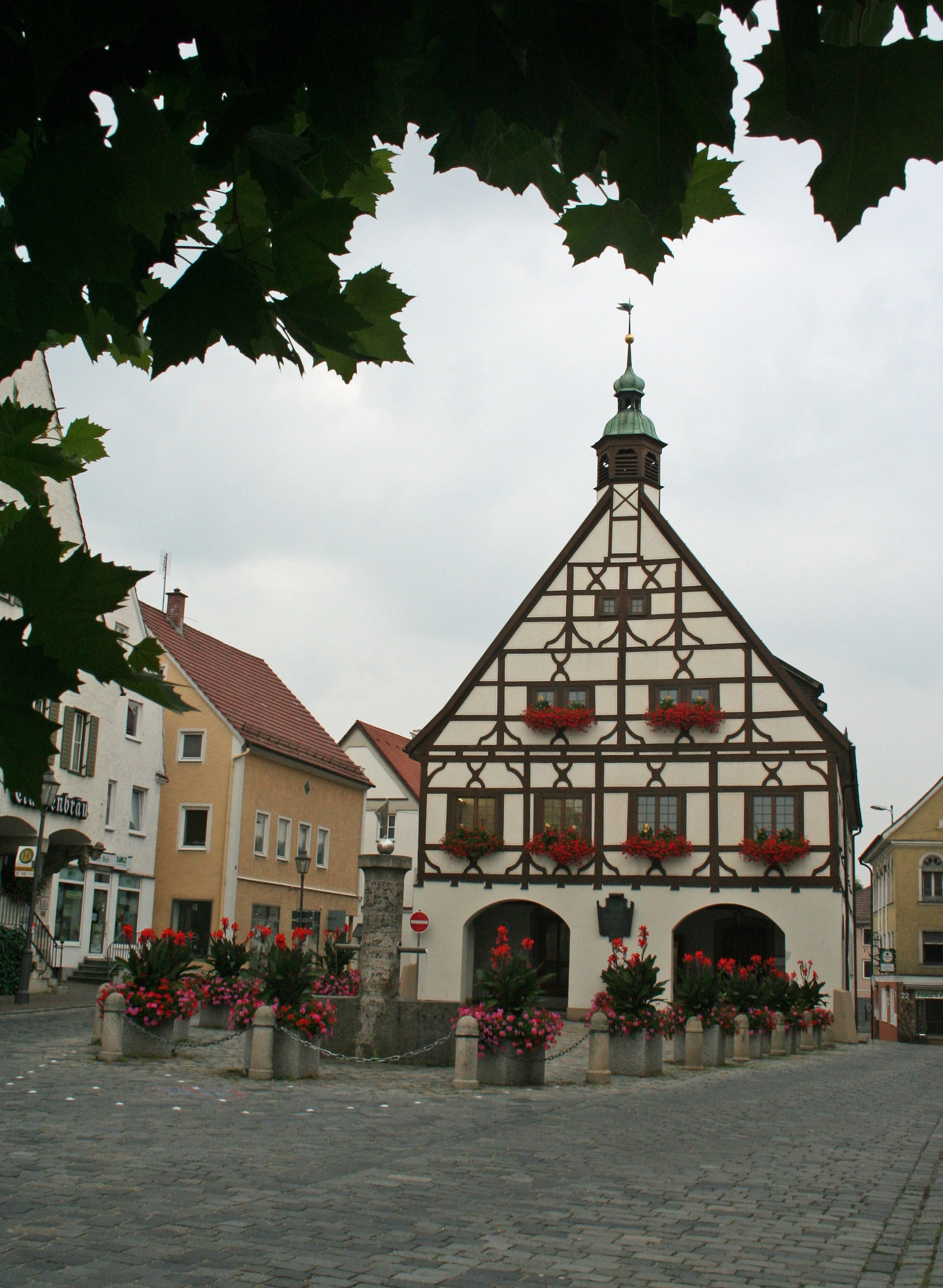
Das Alte Rathaus am Marktplatz von Krumbach

Das Alte Rathaus im schwäbischen Krumbach ist ein mehrstöckiger Bau des 17. Jahrhunderts, der am Marktplatz der Stadt steht. Es ist eine der Sehenswürdigkeiten der Stadt.

## Lage
Das ehemalige Rathaus steht am höchsten Punkt des schmalen Höhenrückens zwischen den Tälern der Kammel und des Krumbachs, auf dem sich der Großteil des historischen Stadtkerns von Krumbach befindet. Bei der Betrachtung historischer Karten von Krumbach erkennt man besonders gut, dass das Rathaus am Marktplatz das Zentrum des Ortes war, da alle Straßen des damaligen Marktes auf den Platz zuliefen.

## Geschichte
Das heutige Alte Rathaus wurde im Jahr 1679 an der Stelle eines Vorgängerbaus im barocken Stil erbaut.
Ursprünglich wurden große Teile des Gebäudes als Schranne und „Markthalle“ genutzt. So befand sich im wegen des nach Westen abfallenden Geländes von der Westfassade her erreichbaren Keller unter anderem der Weinkeller. Das Erdgeschoss und die beiden Dachgeschosse dienten als Getreidespeicher, zusätzlich wurden im Erdgeschoss auch Fleischwaren angeboten. Im Obergeschoss befand sich die Gerichts- und Schreibstube.
Im 19. und 20. Jahrhundert wurde das Gebäude mehrmals umgebaut. Bei dem Umbau 1933/34 wurde wohl am meisten verändert. Bei einem weiteren Umbau im Jahr 1950 wurden auch die Dachgeschosse ausgebaut um Platz für weitere Büros zu schaffen.
Trotz dieser Ausbaumaßnahmen wurde das Gebäude für die Stadtverwaltung zu klein, woraufhin diese in das heutige Rathausgebäude umzog, das ursprünglich als Sparkasse errichtet wurde. Seitdem befinden sich im Erdgeschoss des Alten Rathauses Ladenräume, in denen sich heute unter anderem die Tourismusinformation der Stadt befindet.

## Beschreibung

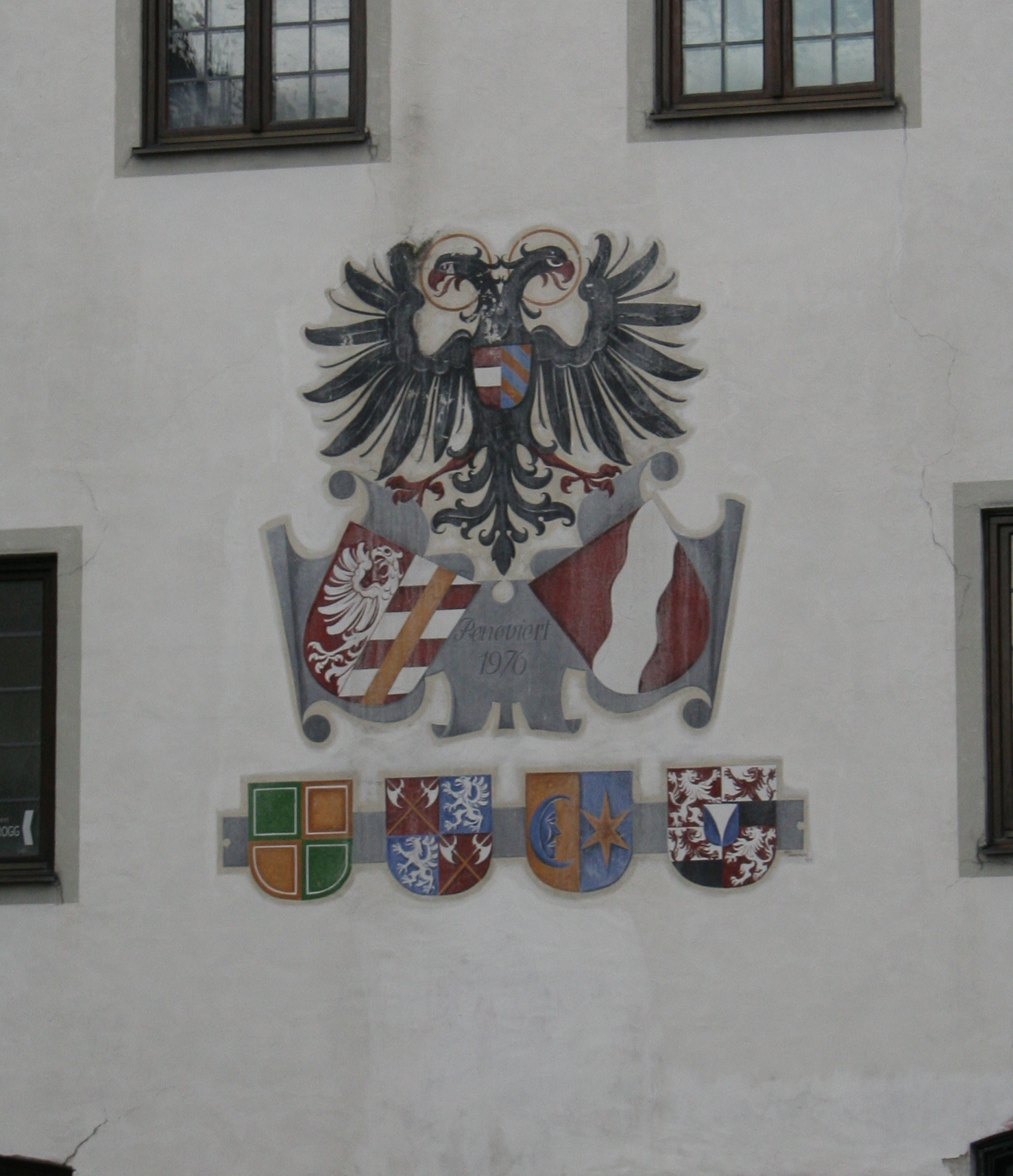
Fassadenmalerei an der Westfassade des Gebäudes

Der rechteckige Bau hat ein Satteldach mit einem Dachreiter auf oktogonalem Grundriss an der östlichen Seite des Gebäudes. Der Ostgiebel des Gebäudes hat im Erdgeschoss offene Arkaden, die im Laufe der Zeit einmal zugemauert, aber bei dem Umbau in den Jahren 1933/34 wieder geöffnet wurden. Über diesen Arkaden beginnt das reiche Fachwerk der Fassade, das im Laufe der Zeit auch einmal mit Putz überdeckt wurde.
Die Westfassade des Alten Rathauses ist im Gegensatz zu der zum Marktplatz zugewandten Ostfassade relativ schmucklos. Seit der Renovierung im Jahr 1976 ziert eine große Wandmalerei diese Fassade, an der kein Fachwerk sichtbar ist. Im oberen Teil des  Gemäldes ist der doppelköpfige vorderösterreichische Adler abgebildet, der an die Zugehörigkeit Krumbachs zur Markgrafschaft Burgau erinnert. Die Wappen des Landkreises Günzburg und der Stadt Krumbach bilden die Mitte des Bildes. Unten sind die Wappen der Herrschaftsgeschlechter abgebildet, die Krumbach in den Zeiten der Markgrafschaft beherrschten, in denen der Ort von den Habsburgern verpfändet wurde: (von links nach rechts) das Wappen der Ellerbacher, das der Lamparter von Greifenstein, das der Weber von Pisenberg und das Wappen der Grafen von Liechtenstein-Kastelkorn.

## Sonstiges
Der Brunnen vor dem Rathaus wurde bei der Neugestaltung des Marktplatzes errichtet. Vor der Neugestaltung wurde der Marktplatz als Parkplatz genutzt.